# Côtes-d'Armor
Pour les articles homonymes, voir Armor (homonymie).
Cet article possède un paronyme, voir Côte d'Amour.
Les Côtes-d'Armor (/kot d‿aʁmɔʁ/  ; en gallo : Côtes d'Ahaot, en breton : Aodoù-an-Arvor /ˈoːdu ãˈnarvor/), appelées Côtes-du-Nord jusqu'en 1990, sont un département français situé en région Bretagne.
L'Insee et La Poste lui attribuent le code 22. Sa préfecture et plus grande ville est Saint-Brieuc. Les autres principales villes sont Dinan, Guingamp et Lannion. Avec ses 609 598 habitants, il est le 43e département le plus peuplé du pays (sur 101).

## Histoire

### Naissance des Côtes-du-Nord
Le département des Côtes-du-Nord a été créé à la Révolution française, le 4 mars 1790, en application du décret du 22 décembre 1789. Il comprend une partie de l'ancienne province de Bretagne composée de l'est des évêchés de Cornouaille et du Trégor, de la presque totalité de l'évêché de Saint-Brieuc (l'extrême sud étant rattaché au Morbihan), du nord-ouest de l'évêché de Saint-Malo, d'une petite partie à l'ouest de l'évêché de Dol et de deux petites parties au nord-est de l'évêché de Vannes.

Carte des Côtes-du-Nord (1790).

Au civil, il s'étend sur les comtés de Penthièvre et de Trégor, de l'essentiel du Poudouvre et des parties nord du Poher et du Porhoët. Il reprend ainsi une partie importante du légendaire royaume de Domnonée.
La formation du département a été très discutée. La partie ouest voulait un département centré sur Morlaix regroupant le nord-ouest de la Bretagne. La ville de Saint-Malo voulait qu'un département soit créé autour d'elle au détriment de Saint-Brieuc et de Rennes mais ce projet n'eut aucun soutien des représentants des autres villes. Finalement, le département des Côtes-du-Nord alla jusqu'à la Rance, Saint-Malo n'obtenant que quelques communes lui faisant face sur la rive gauche de la Rance (dont Dinard). Saint-Brieuc obtenait d'être le chef-lieu, au détriment de Quintin alors presque aussi peuplée.

### Les Côtes-du-Nord et la chouannerie
Le département est touché par la chouannerie dès 1793. Le chef le plus emblématique à cette période est Amateur-Jérôme Le Bras des Forges de Boishardy, qui fédère les insurgés dans la partie Est des Côtes-du-Nord. Surnommé le Sorcier par les soldats républicains à la suite de la prise de Jugon-les-Lacs, il est finalement trahi et abattu le 15 juin 1795 près de Moncontour.
Le département prend part aussi à la troisième chouannerie, notamment par le biais de Pierre Taupin, chef chouan qui opère majoritairement dans l'Est du Trégor. Sa femme a été guillotinée en mai 1794 sur la place du Martray de Tréguier, et ses cinq enfants ont été dispersés alors qu'il accompagnait l’évêque Augustin-René-Louis Le Mintier dans sa fuite à Jersey. Il revient donc à Tréguier pour assassiner dans son lit le chef du tribunal révolutionnaire qui a prononcé la sentence contre son épouse, un certain Leroux-Cheffdubois. Son retour fait grand bruit dans le pays, et partout son nom suscite l'effroi, cet homme ivre de vengeance fait frissonner les Trégorrois. Il est finalement attrapé à Tréguier en 1797 et condamné au bagne en Guyane. Il parvient à s'évader dans des conditions rocambolesques et revient à Tréguier en 1799, pour prendre la tête des chouans de la 6e Légion des Côtes-du-Nord. Partout la « bande à Taupin » sème la terreur et, malgré les efforts républicains, ils restent insaisissables. Morlaix, Lannion et Guingamp se mobilisent et se réorganisent pour tenter de le capturer mais personne n'y parvient, Pierre Taupin ne craint ni les canons ni les murailles. Il est partout et nulle part. Il sera finalement abattu par un coup de feu au cours du combat de Tréglamus en 1800.
Les Côtes-du-Nord participent également à la guerre de Vendée et Chouannerie de 1815. Après la victoire des coalisés à la bataille de Waterloo le 18 juin 1815, le département devait être occupé par les Prussiens de juin 1815 à novembre 1818, mais l'opposition des Chouans — déjà organisés pour lutter contre le retour de Napoléon Ier — empêche une occupation totale et elle se limite à l'arrondissement de Dinan.

### Les Côtes-du-Nord pendant la Seconde Guerre mondiale

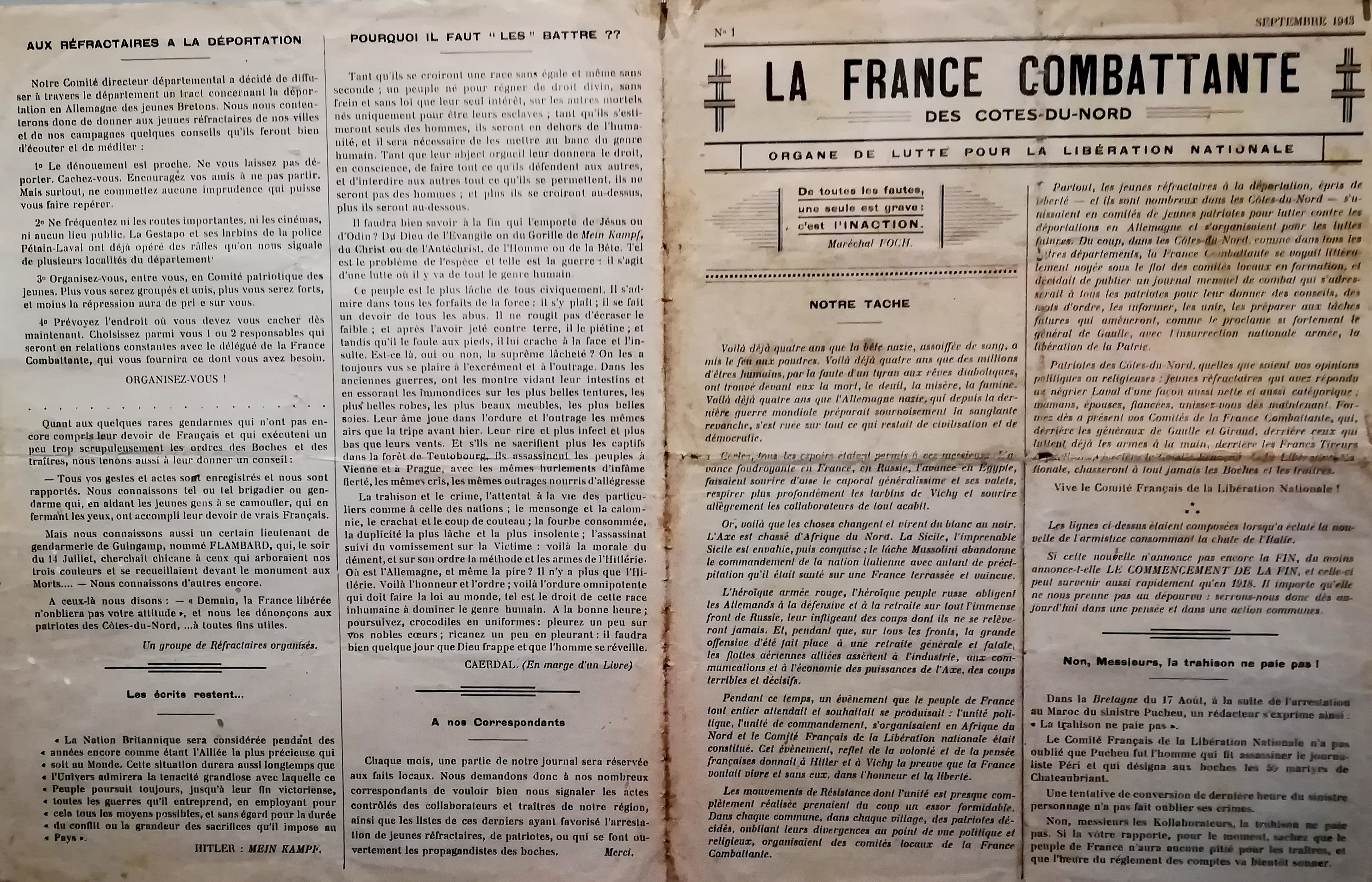
Un exemplaire du journal clandestin de la Résistance intérieure française La France combattante des Côtes-du-Nord datant de septembre 1943 (Musée de la Résistance en Bretagne de Saint-Marcel).

### Les Côtes-du-Nord deviennent les Côtes-d’Armor
Au début des années 1950, le nom Côtes-du-Nord étant jugé dévalorisant et incorrect géographiquement, le délégué hôtelier du département propose un premier référendum demandant aux personnalités des Côtes-du-Nord de donner un avis sur un changement de nom et sur les différentes propositions alors émises, parmi lesquelles Penthièvre, Côtes-d’Armor, Haute-Bretagne (ce nom sera également souhaité par le département d’Ille-et-Vilaine 50 ans plus tard) ou encore Rance et Trégor. En 1962, le conseil général émet un avis favorable pour Côtes-d'Armor, signifiant « côtes du pays de la mer » en français-breton (un sondage officieux réalisé par la ville de Saint-Brieuc auquel 313 communes sur 385 avaient répondu avait donné 307 voix en faveur d'« Armor ») .
Le 27 février 1990, le département change officiellement de nom, près de trente ans après l'avis favorable du conseil général.
Pour Christian Le Bart et Thomas Procureur, tous deux docteurs en science politique, « le changement de nom est censé favoriser le développement touristique du département, mais aussi rendre aux « Costarmoricains » l’identité qui leur avait été usurpée. ». Cela s'inscrit donc dans une démarche identitaire et de marketing territorial.

## Politique

### Au niveau national

Nuance politiques des cantons des Côtes-d'Armor à la suite des élections départementales de 2021.

- Liste des députés des Côtes-d'Armor
- Liste des sénateurs des Côtes-d'Armor

### Au niveau du département
- Liste des conseillers généraux des Côtes-d'Armor
- Liste des préfets des Côtes-d'Armor

Différents présidents se sont succédé au sein du conseil des Côtes-du-Nord : Nicolas Armez (1800-1809), Charles de Goyon (1861-1870), Emile Depasse (1870-1874), Silvain Duval (1874-1883), Henry Gagon (1884-1892), Charles Hagoumar des Portes (1892-1894), Louis-Auguste-Marie Le Provost de Launay (1894-1898), Louis Armez (1898-1902), Albert Jacquemin (1902-1903), Eustache Ollitrault-Dureste (1903-1907), Henri de Lorgeril (1907-1910). De 1910 à 1917, Louis Armez assure la présidence du conseil général suivi de Charles Baudet durant seulement deux ans (1918-1920).
Le 30 mai 1914, en tournée en Bretagne, le président Poincaré en profite pour passer par Saint-Brieuc. Des salves de canon saluent la venue du Président à la gare où sont également présents le préfet, les parlementaires, le maire Henri Servain ainsi que le président du conseil général.
En 1920, le vicomte Gustave de Kerguezec (1869-1955), maire et conseiller général de Tréguier, député de Guinguamp (1906-1921) est élu président du conseil général. Il assure ces responsabilités pendant dix ans avant d'être remplacé par Charles Meunier (1930-1939).
Le 29 mai 1938, le président Lebrun effectue une visite officielle à Saint-Brieuc. Après avoir salué la foule, le chef de l'État accompagné du maire Octave Brilleaud visite la nouvelle École de commerce et d'industrie à Curie, inaugure le collège de jeunes filles Renan avant de se rendre au préventorium de Plérin.
D'août à octobre 1944, prenant le relais de l'État français, le Comité départemental de la Libération issu de la Résistance, partage le pouvoir avec le préfet Gamblin. Présidé par Henri Avril, le comité réintroduit les municipalités, assure le maintien de l'ordre, mène à bien l'épuration et engage une phase de reconstruction.
En 1945, après cinq ans d'interruption, un nouveau président figure à la tête du conseil général : Jean-Baptiste Le Quéré (1945-1946). Lui succéderont André Cornu (1946-1947) puis François Clec'h et enfin René Pléven (1949-1976).
En 1960, le général de Gaulle effectue une visite officielle en Bretagne au cours de laquelle il se rend à Lannion, Guingamp, et Saint-Brieuc.
Le 14 mars 1976, deux femmes sont élues au conseil général, ce qui représente une situation inédite. Marie-Madeleine Dienesch représente le canton de Plouguenast et Michelle Le Brun, celui de Mûr-de-Bretagne. Charles Josselin, maire de Plestin-Trigavou, conseiller général de Ploubalay et député devient président du Conseil général. À la suite de sa nomination au secrétariat d'État aux Affaires étrangères et à la coopération en 1997, Charles Josselin renonce à la présidence du Conseil général. Il est remplacé par Claudy Lebreton le 16 juin 1997. Maire de Plénée-Jugon depuis 1977, vice-président du Conseil depuis 1992, conseiller régional, élu du canton du Jugon, président du Centre départemental de gestion des communes ainsi que président de l'Association des élus socialistes et républicains (2001-2010), Claudy Lebreton souhaite entraîner le département vers le troisième millénaire. Il sera réélu à la tête du département en 2001, puis en 2004, 2008 et 2011.
Le 18 mars 2001, un tournant politique agite la ville briochine. Contre toute attente, Bruno Joncour remporte les municipales à Saint-Brieuc face à Michel Brémont. Pour la première fois depuis 39 ans, la ville bascule à droite. En 2008, les nouvelles élections confirment la tendance avec la réélection de Joncour face à Danielle Bousquet (54,28 % des voix). Il en sera de même en 2014.
En avril 2002, à la suite des résultats du premier tour des élections présidentielles et le maintien du candidat Jean-Marie Le Pen au second tour, un millier de lycéens descendent dans les rues de Saint-Brieuc pour s'opposer à la montée de l'extrême droite.
Alors que le département est ancré à gauche depuis près de 39 ans, les Côtes d'Armor basculent à droite en 2015 avec comme nouveau président l'eurodéputé UMP Alain Cadec, élu le 2 avril 2015 avec 32 voix sur 54. Devenu sénateur en 2020, Alain Cadec cède sa place de président à Romain Boutron est élu président du conseil départemental : à 37 ans, il est le plus jeune président de Conseil Départemental de France. Conseiller départemental de Loudéac, touché par le non-cumul des mandats, il démissionne de son mandat de maire de la commune des Moulins. À la suite des élections départementales de 2021, le département rebascule à gauche et Christian Coail est élu président le 1er juillet 2021.

## Drapeau et blason

Drapeau des Côtes-d'Armor.

Le conseil départemental des Côtes-d'Armor utilise comme drapeau un dérivé de son logotype : un goéland stylisé blanc qui évoque le tracé côtier du département et sépare une partie haute bleue (représentant la Manche) et une partie basse verte (représentant le continent). Un ancien drapeau non officiel de ce département est également connu. Il est basé sur la composition héraldique de Robert Louis augmentée d'une bordure jaune.
Le département ne dispose pas de blason officiel.
| Armes des Côtes-d'Armor | Blason non officiel[réf. nécessaire] des Côtes-d'Armor, proposé par l'héraldiste Robert Louis. Il se blasonne « Coupé émanché d'azur et d'hermine. » |

## Géographie
Les Côtes-d'Armor font partie de la région Bretagne et sont limitrophes du Finistère à l'ouest, du Morbihan au sud et de l'Ille-et-Vilaine à l'est.
|           | Manche        |                 |
| Finistère | Côtes-d'Armor | Ille-et-Vilaine |
|           | Morbihan      |                 |

| Manche Lannion Saint-Brieuc Armor Saint-Brieuc Dinan Guingamp Lannion Perros-Guirec Paimpol Lamballe Loudéac Mûr-de-Bretagne Rostrenen Callac Saint-Nicolas-du-Pélem Quintin Collinée Merdrignac Broons Saint-Cast-le-Guildo Bégard Sept-Îles Île de Bréhat |

| Manche Lannion Saint-Brieuc Armor Saint-Brieuc Dinan Guingamp Lannion Perros-Guirec Paimpol Lamballe Loudéac Mûr-de-Bretagne Rostrenen Callac Saint-Nicolas-du-Pélem Quintin Collinée Merdrignac Broons Saint-Cast-le-Guildo Bégard Sept-Îles Île de Bréhat |

### Paysages et relief
La partie nord et orientale du département est formée de « plateaux » d'altitude comprise principalement entre 50 et 100 m (quelques buttes dépassent 100 m) et nettement entaillés par les principaux cours d'eau. En bord de mer, ces entailles constituent des rias encaissées dans les zones côtières surélevées à falaises. Le Sud et le Sud-Ouest présentent une morphologie plus marquée et plus élevée ; l'altitude atteint et dépasse fréquemment 300 m notamment au niveau d'une zone en relief orientée WNW-ESE et constituée pour partie de la terminaison orientale des monts d'Arrée et des monts du Mené.
Les Côtes-d'Armor sont dans leur ensemble vallonnées sur le littoral. Au sud du département, le centre du Massif armoricain est très boisé entre Callac, Bourbriac, Quintin et Saint-Nicolas-du-Pélem. Le point culminant du département se situe au sud-est au mont Bel-Air à 339 mètres d'altitude. Le Menez Bré est un autre sommet connu du département. On y retrouve une diversité de paysages et de végétation. Sur le littoral - qui représente 347 km de côtes au total - on retrouve des cordons de galets, des formations dunaires, des falaises littorales, des baies au faciès sableux, des domaines forestiers. À l'intérieur du département, de vastes complexes de bas marais acides et de prairies humides, des chaos rocheux et des boisements rivulaires, des massifs forestiers. On recense 1 150 espèces végétales, 135 espèces d'oiseaux nicheurs, 33 sites géologiques, 2 réserves naturelles nationales (baie de Saint-Brieuc et les Sept-Îles), 3 réserves naturelles régionales (Sillon de Talbert, LanBern-Magoar, Moulin Neuf).

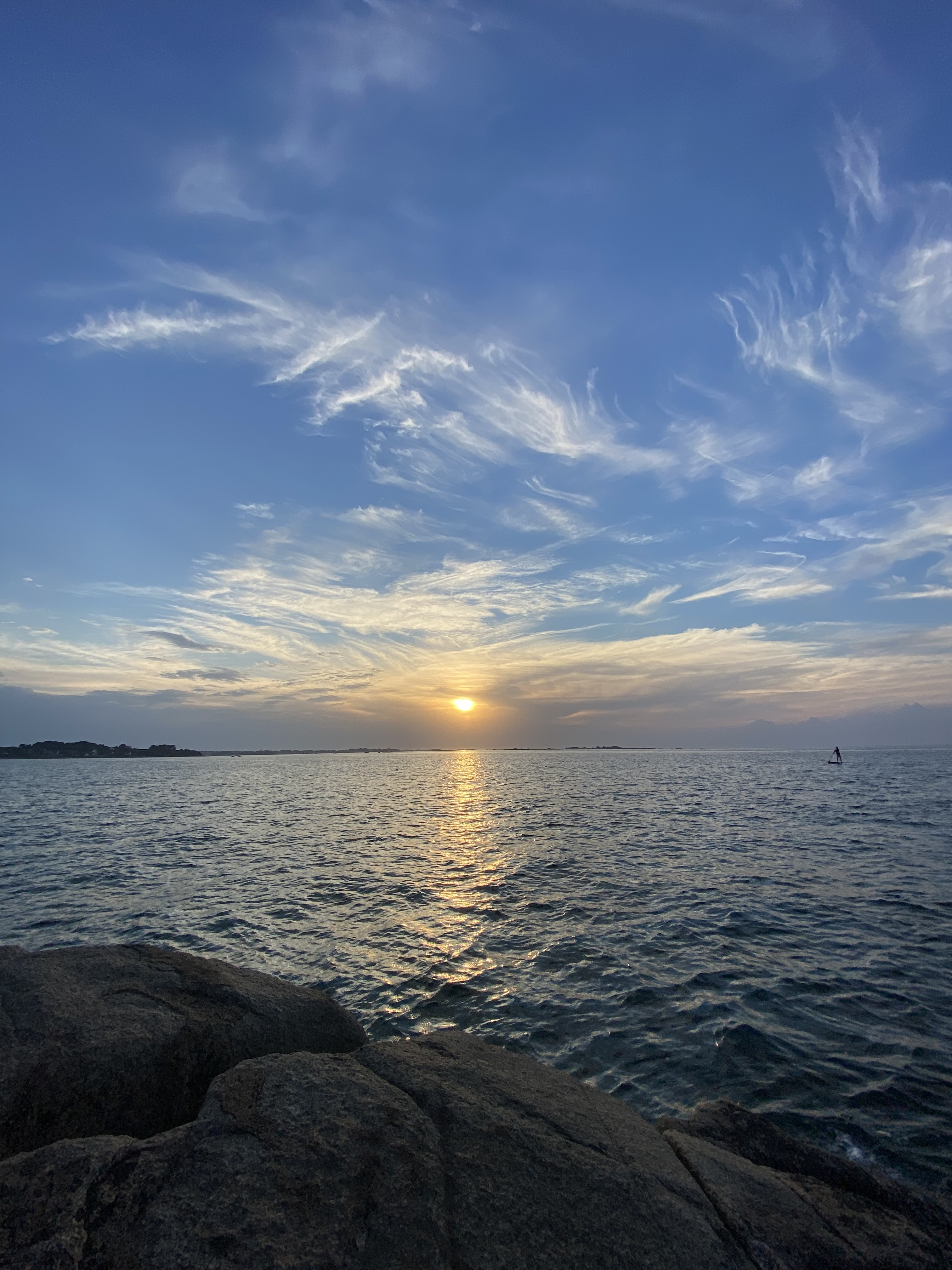
Plage de Kermagen, Pleubian (22).

Paysages des Côtes-d'Armor :
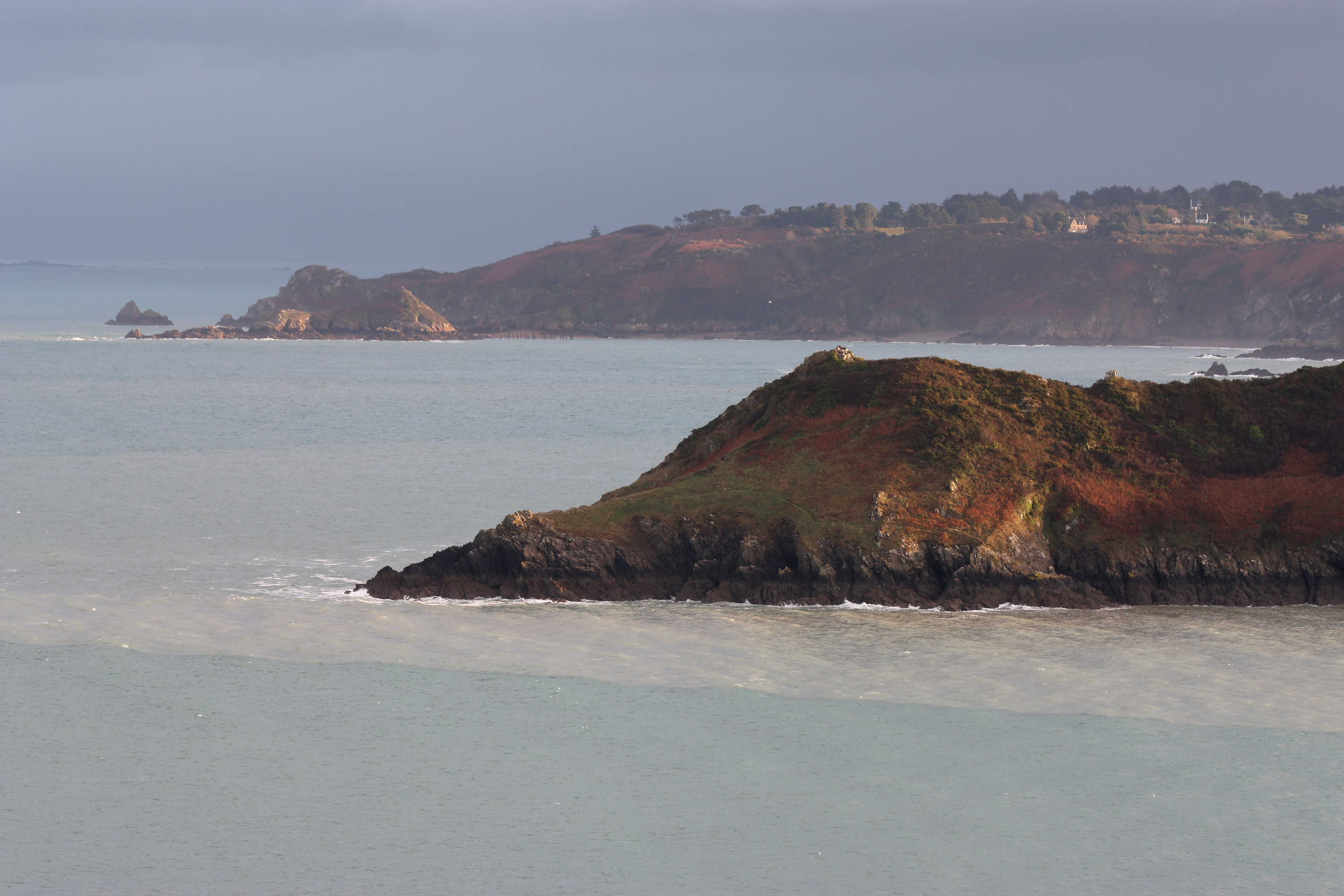
Bréhec (Plouha) au nord.
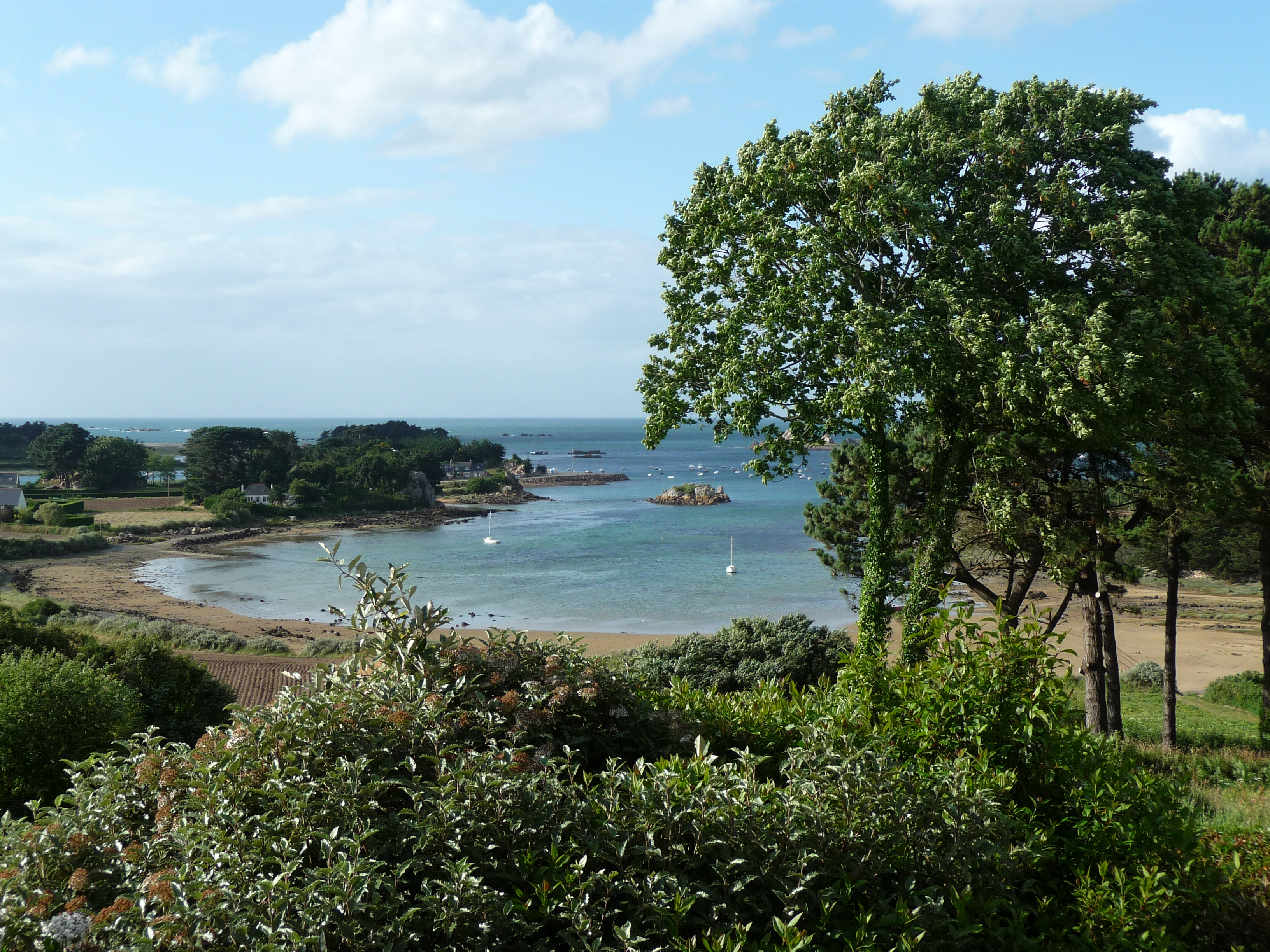
Buguélès, au nord-ouest.
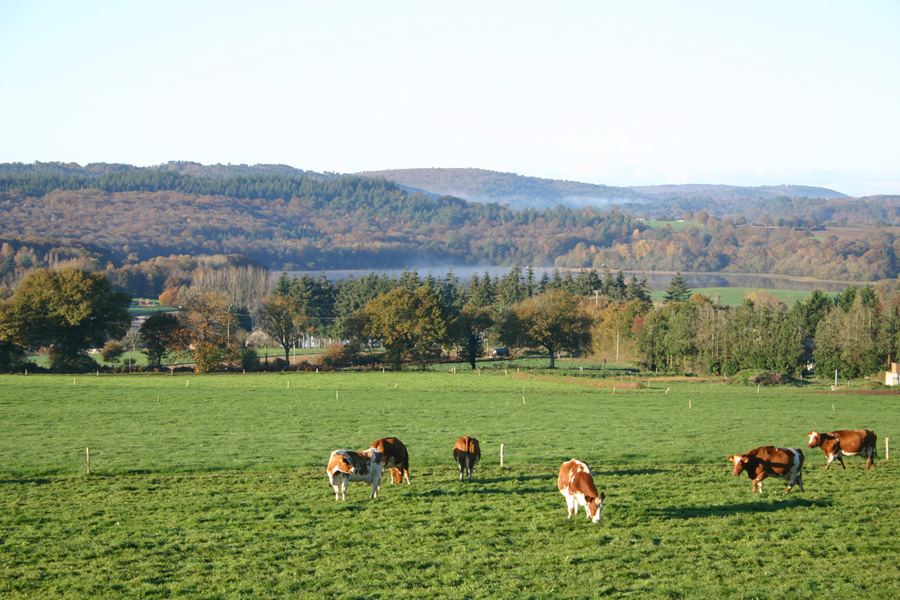
Guerlédan, dans le sud.
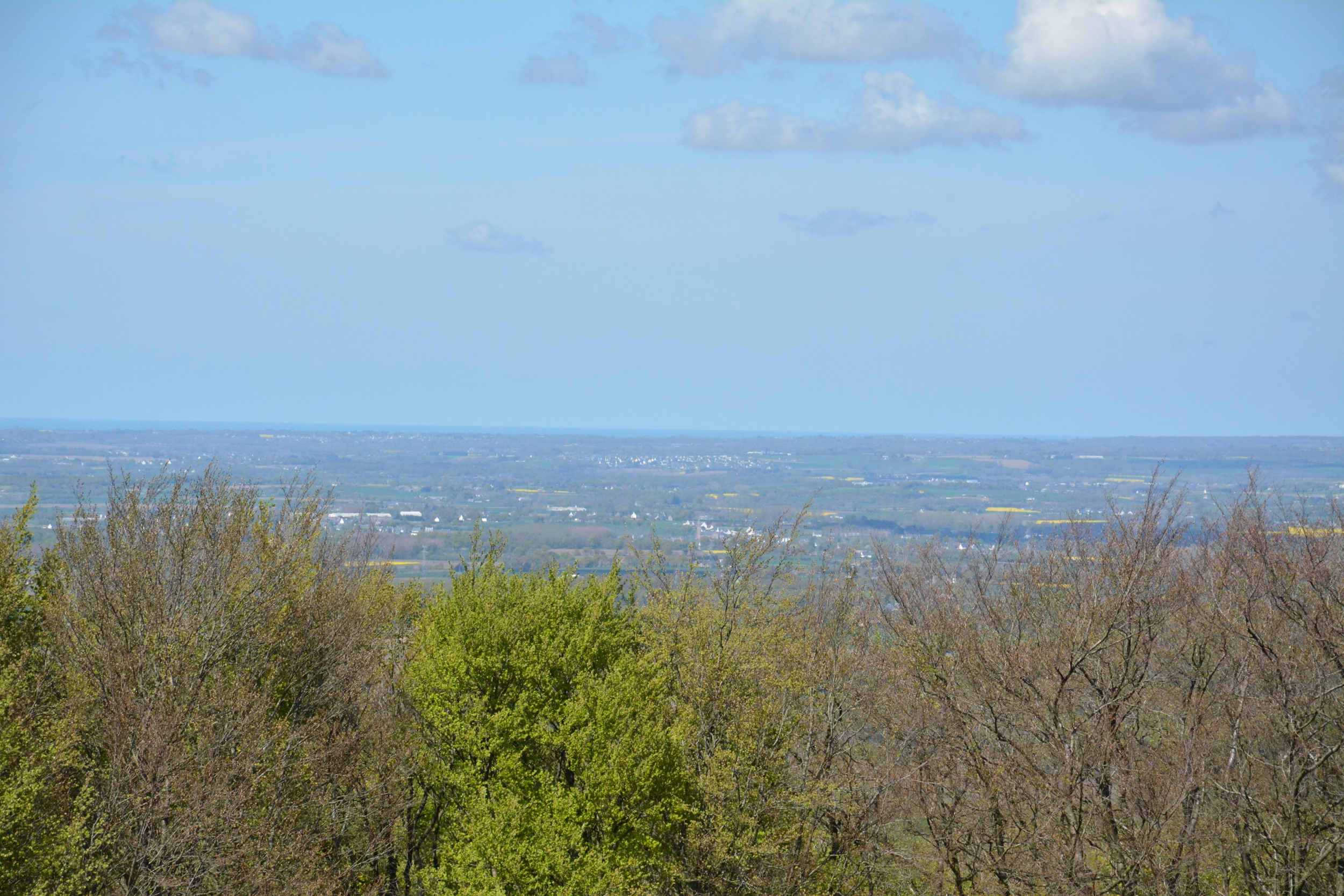
L'est plat depuis le mont Bel-Air.

### Littoral
Le département compte 17 ports de commerce, de pêche et de plaisance dont 4 ports commerciaux ainsi que 33 400 bateaux de plaisance immatriculés dans les Côtes-d'Armor sur une façade maritime dont l'étendue ne représente pas moins de 350 km. En outre, l'originalité du territoire est illustré par ses deux criées importantes : celle d'Erquy ainsi que celle de Saint-Quay-Portrieux. Aux 900 anneaux aménagés pour la plaisance s'ajoutent 100 places réservées à la pêche avec une halle à marée ultramoderne et informatisée.

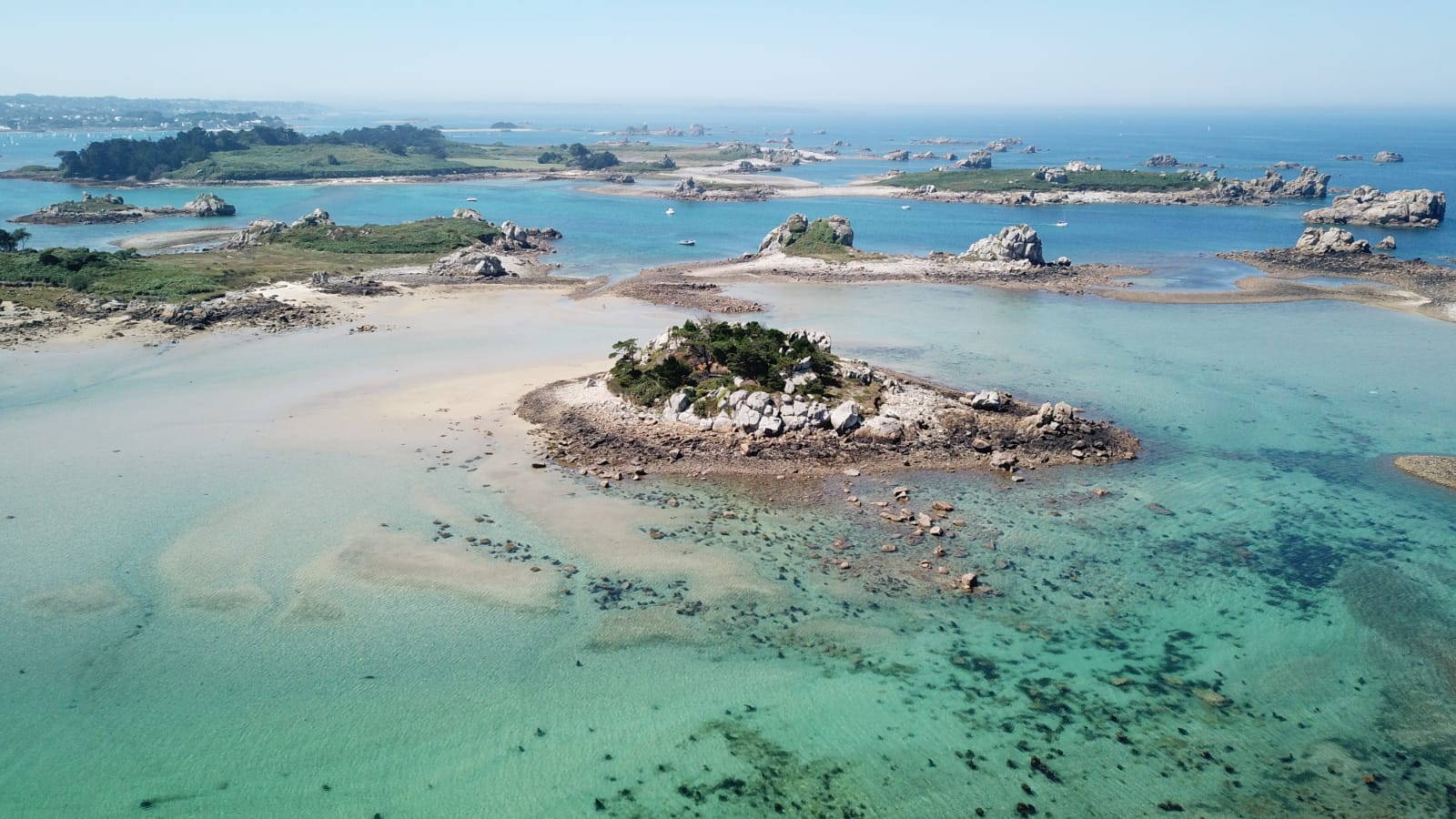
Îles de Buguélès

Le littoral costarmoricain est également composé de plusieurs archipels d'îles et d'îlots. Certains sont sauvages et inhabités, d'autres au contraire sont densément peuplés :
D'ouest en est :
- Île Milliau
- Île Aganton
- Molène
- Île-Grande
- Sept-Îles
- Île Tomé
- Îles de Buguélès (entre autres l'île Illiec)
- Île de Pors Scaff
- Île d'Er
- Sillon de Talbert
- Île Maudez
- Île de Bréhat
- Archipel des Ebihens

### Climat
Le climat des Côtes-d'Armor est océanique, donc tempéré, surtout le long des côtes, avec de faibles différences de température entre l'été et l'hiver. Le vent de nord-ouest (noroît en français, gwalarn en breton) domine au nord. Les pluies sont fréquentes, mais fines. Dans une même journée, il est courant qu'alternent éclaircies et ciel couvert.
Comme toute région avec un grand littoral, ici amplifié par le climat océanique tempéré, il n'est pas surprenant d'avoir des conditions météorologiques différentes entre le proche littoral et les villes à quelques kilomètres dans les terres. Il en va de même pour les températures. À plus forte échelle, et sauf dans le cas de dépressions majeures, le climat reste sensiblement différent entre le nord et le sud des Côtes d'Armor.
Ce climat permet une plus grande homogénéité des températures sur l'année, même si les saisons restent marquées. Seul l'hiver ici est moins froid. La pluviométrie n'est que faiblement supérieure à celle d'autres régions, comme l'Île-de-France. Cela provient des vents d'ouest et nord-ouest, qui déplacent les éventuelles perturbations vers le centre et le nord de la France. Il n'est guère possible de donner de règle au département, tant les statistiques sont différentes entre les différents secteurs.

## Économie

### Agriculture
L'agriculture occupe un poids économique important dans le département. 7,3 % des emplois des Côtes-d'Armor relèvent de cette activité, proportion qui monte à 18,5 % dans la Communauté de communes du Kreiz-Breizh. Au total, 13 678 équivalent temps plein sont employés en 2020, le nombre d'actifs montant à 24 327 la même année en intégrant les saisonniers. À l'échelle française, le département des Côtes-d'Armor arrive au second rang national de la valeur globale de production agricole, avec 2,35 milliards d'euros par an en 2020. On y compte 7 313 exploitations agricoles enregistrées la même année, chiffre orienté à la baisse en raison d'un mouvement de concentration, les exploitations de tailles moyennes étant intégrées à des exploitations de tailles plus importantes. Ce mouvement de concentration est surtout visible dans l'élevage, où le nombre d'exploitation est en baisse importante alors que la taille des cheptels évolue peu.
La production du département se singularise par le poids de l'élevage, en particulier l'élevage bovin (pour la production laitière et la production de viande) et l'élevage porcin (concentré dans les secteurs de Loudéac et Lamballe). Le Marché du porc breton situé à Plérin est le lieu de fixation du prix de la viande de porc en France.

### Pêche
La pêche est développée avec une façade maritime importante (7 ports de commerce, 17 ports de pêche). L'exploitation de gisements de coquilles Saint-Jacques caractérise, entre autres, l'activité.

### Industrie

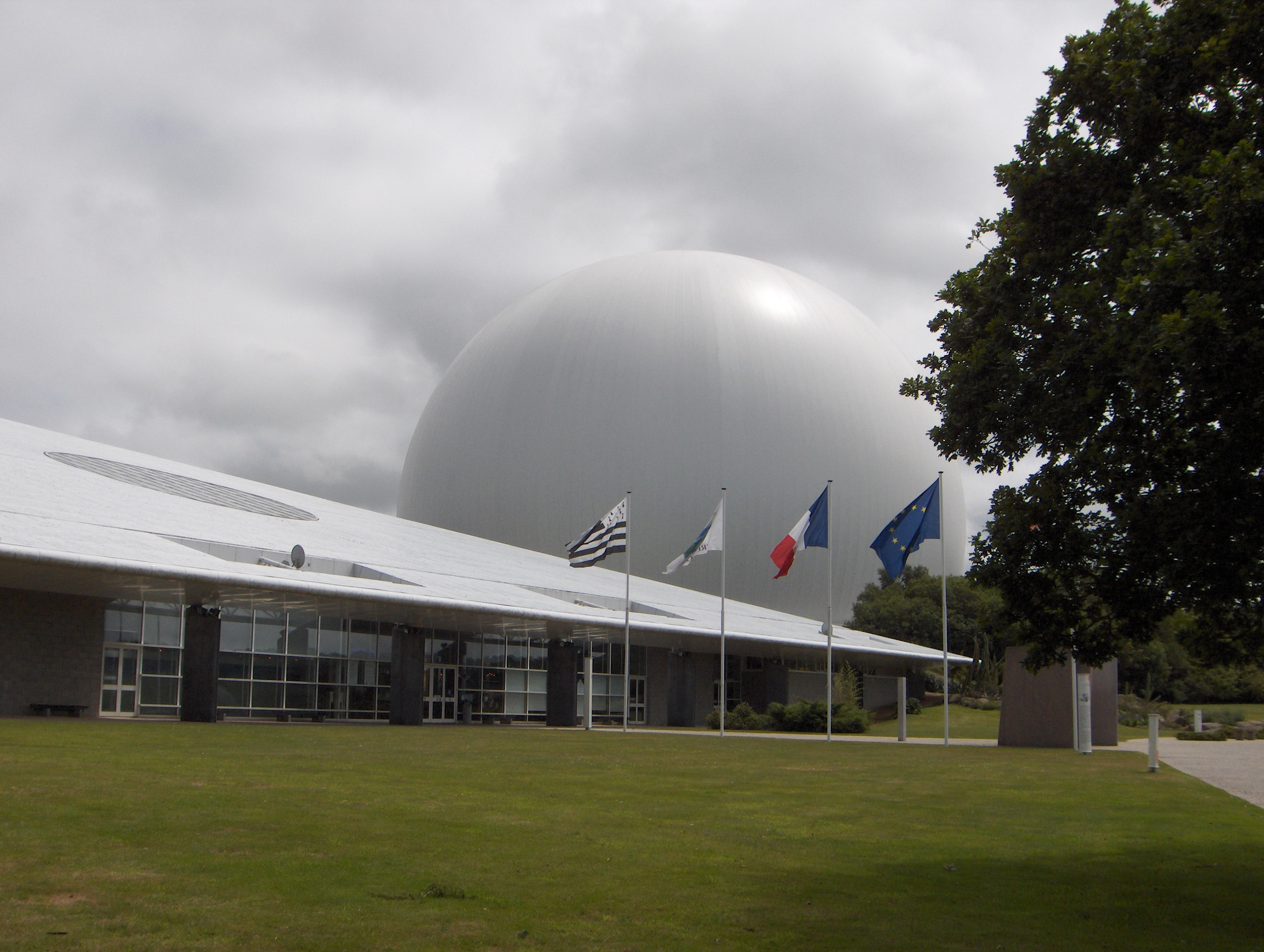
Radôme de Pleumeur-Bodou.

Deux pôles technologiques importants existent dans le département : télécommunication spatiale et nouvelles technologies dans le Trégor autour de Lannion au sein du technopôle Anticipa ; zoopôle de Saint-Brieuc-Ploufragan avec 700 chercheurs et techniciens en recherche animale et analyse biologique.

### Tourisme

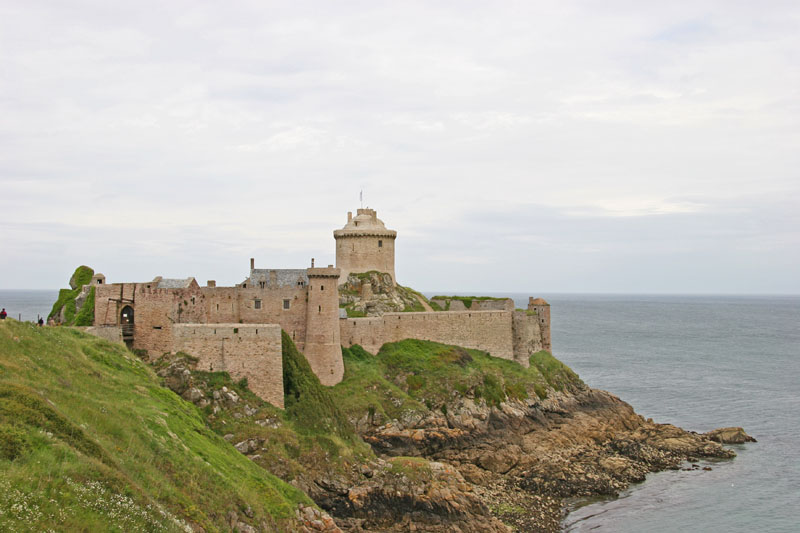
Fort-la-Latte.

Le département est touristique, principalement sur la côte, où existent de nombreuses résidences secondaires. La principale station balnéaire est Perros-Guirec, les autres stations renommées sont Erquy, Pléneuf-Val-André, Saint-Cast-le-Guildo, Trébeurden, Trégastel, Binic et Saint-Quay-Portrieux.
La principale richesse touristique vient de la façade maritime sur la Manche et de la variété des côtes avec de nombreuses plages de sable fin encaissées entre collines ou falaises (celles de Plouha sont les plus hautes de Bretagne). Le littoral est découpé en plusieurs secteurs aux différences marquées : Côte d'Émeraude, Côte de Goëlo, Côte des Ajoncs, Côte de granit rose, Ceinture dorée.

## Démographie

### Gentilé
Les habitants des Côtes-d'Armor sont les Costarmoricains. Sous le nom Côtes-du-Nord, il n'existait aucun gentilé. Même si Foncin proposa les gentilés Septentriocostiens et Costaseptentriens.

### Nombre d'habitants

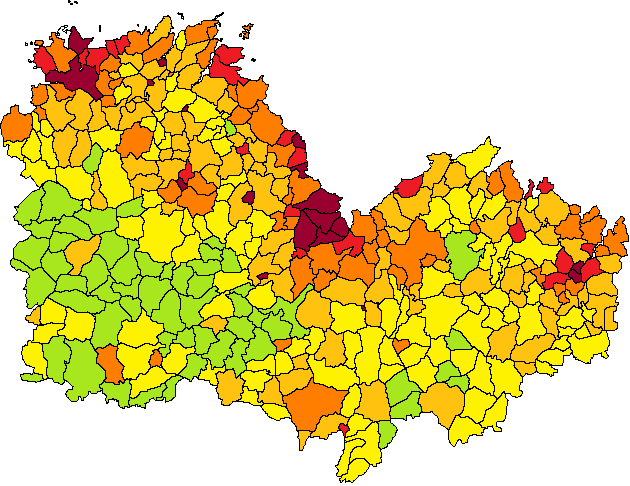
Densité de population par commune en 2007.
>400 hab./km2
200 à 400 hab./km2
100 à 200 hab./km2
50 à 100 hab./km2
25 à 50 hab./km2
<25 hab./km2

Les Costarmoricains étaient 609 598 habitants en 2022 selon l'Insee (population municipale).
En 2022, Saint-Brieuc, la préfecture, comptait 44 607 habitants, Lannion 20 525 et Dinan 14 966.
Avec un taux de natalité de 11,8 naissances pour mille habitants en 2006, les Côtes-d'Armor ont une natalité égale à celle du Morbihan, légèrement supérieure au Finistère, mais nettement inférieure à celle d'Ille-et-Vilaine.
Le solde naturel était positif en 2006 à la différence des années précédentes.

### Chiffres
| 1791    | 1801    | 1806    | 1821    | 1826    | 1831    | 1836    | 1841    | 1846    |
| ------- | ------- | ------- | ------- | ------- | ------- | ------- | ------- | ------- |
| 523 880 | 504 303 | 516 428 | 552 424 | 581 684 | 598 872 | 605 563 | 607 572 | 628 526 |

| 1851    | 1856    | 1861    | 1866    | 1872    | 1876    | 1881    | 1886    | 1891    |
| ------- | ------- | ------- | ------- | ------- | ------- | ------- | ------- | ------- |
| 632 613 | 621 573 | 628 676 | 641 210 | 622 295 | 630 957 | 627 585 | 628 256 | 618 652 |

| 1896    | 1901    | 1906    | 1911    | 1921    | 1926    | 1931    | 1936    | 1946    |
| ------- | ------- | ------- | ------- | ------- | ------- | ------- | ------- | ------- |
| 616 074 | 609 349 | 611 506 | 605 523 | 557 824 | 552 788 | 539 531 | 531 840 | 526 955 |

| 1954    | 1962    | 1968    | 1975    | 1982    | 1990    | 1999    | 2006    | 2011    |
| ------- | ------- | ------- | ------- | ------- | ------- | ------- | ------- | ------- |
| 503 178 | 501 923 | 506 102 | 525 556 | 538 869 | 538 395 | 542 373 | 570 861 | 594 375 |

| 2016    | 2021    | 2022    | - | - | - | - | - | - |
| ------- | ------- | ------- | - | - | - | - | - | - |
| 598 953 | 605 917 | 609 598 | - | - | - | - | - | - |

### Communes les plus peuplées
| Nom                   | Code Insee | Intercommunalité                        | Superficie (km2) | Population (dernière pop. légale) | Densité (hab./km2) | Modifier                                    |
| --------------------- | ---------- | --------------------------------------- | ---------------- | --------------------------------- | ------------------ | ------------------------------------------- |
| Saint-Brieuc          | 22278      | CA Saint-Brieuc Armor Agglomération     | 21,88            | 44 607 (2022)                     | 2 039              | modifier les données · modifier les données |
| Lannion               | 22113      | CA Lannion-Trégor Communauté            | 43,91            | 20 525 (2022)                     | 467                | modifier les données · modifier les données |
| Lamballe-Armor        | 22093      | CA Lamballe Terre et Mer                | 130,65           | 16 911 (2022)                     | 129                | modifier les données · modifier les données |
| Dinan                 | 22050      | CA Dinan Agglomération                  | 8,71             | 14 966 (2022)                     | 1 718              | modifier les données · modifier les données |
| Plérin                | 22187      | CA Saint-Brieuc Armor Agglomération     | 27,72            | 14 527 (2022)                     | 524                | modifier les données · modifier les données |
| Ploufragan            | 22215      | CA Saint-Brieuc Armor Agglomération     | 27,06            | 11 347 (2022)                     | 419                | modifier les données · modifier les données |
| Loudéac               | 22136      | CC Loudéac Communauté ? Bretagne Centre | 80,24            | 9 875 (2022)                      | 123                | modifier les données · modifier les données |
| Trégueux              | 22360      | CA Saint-Brieuc Armor Agglomération     | 14,57            | 8 462 (2022)                      | 581                | modifier les données · modifier les données |
| Langueux              | 22106      | CA Saint-Brieuc Armor Agglomération     | 9,10             | 7 947 (2022)                      | 873                | modifier les données · modifier les données |
| Pordic                | 22251      | CA Saint-Brieuc Armor Agglomération     | 33,63            | 7 393 (2022)                      | 220                | modifier les données · modifier les données |
| Paimpol               | 22162      | CA Guingamp-Paimpol Agglomération       | 23,61            | 7 266 (2022)                      | 308                | modifier les données · modifier les données |
| Perros-Guirec         | 22168      | CA Lannion-Trégor Communauté            | 14,16            | 7 260 (2022)                      | 513                | modifier les données · modifier les données |
| Guingamp              | 22070      | CA Guingamp-Paimpol Agglomération       | 3,41             | 7 127 (2022)                      | 2 090              | modifier les données · modifier les données |
| Binic-Étables-sur-Mer | 22055      | CA Saint-Brieuc Armor Agglomération     | 15,34            | 7 020 (2022)                      | 458                | modifier les données · modifier les données |
| Plédran               | 22176      | CA Saint-Brieuc Armor Agglomération     | 34,71            | 6 909 (2022)                      | 199                | modifier les données · modifier les données |

### Villes et aires urbaines
| \| \| MANCHE Saint-Brieuc Lannion Plérin Dinan Ploufragan Lamballe Loudéac Guingamp Paimpol Perros-Guirec Trégueux Langueux Plédran Pordic Bégard Ploumagoar Plouha Yffiniac Pleumeur-Bodou Hillion Erquy Pléneuf-Val-André Rostrenen Plaintel Trébeurden Plestin-les-Grèves Ploubazlanec Saint-Cast-le-Guildo Quessoy Plouézec Quévert Saint-Quay-Portrieux Binic Léhon Lanvallay Pleslin-Trigavou Plœuc-sur-Lié Plémet Merdrignac Plouër-sur-Rance Pleubian Tréguier Pabu Plélo Ploubezre Quintin Plancoët Pleudihen-sur-Rance Étables-sur-Mer Callac Penvénan Grâces Ploubalay Louannec Broons Bourbriac Plénée-Jugon Saint-Brandan Trégastel Plouguernével Plouagat Ploumilliau Trélivan Louargat Plouaret Mûr-de-Bretagne Fréhel Caulnes Corseul Plourivo Plouguiel Saint-Nicolas-du-Pélem Plessala Saint-Agathon La Motte Plouisy Saint-Julien Taden Hénon Pommerit-le-Vicomte Plouguenast Pommeret Trémuson Pluduno Pédernec Lézardrieux Saint-Alban Planguenoual Plourhan Maël-Carhaix Matignon Rospez Plémy Plélan-le-Petit Créhen Évran Ploulec'h Glomel Plougrescant Plestan Saint-Quay-Perros Lanvollon Plouasne Goudelin Jugon-les-Lacs Plounévez-Moëdec Saint-Donan Saint-Barnabé Trévé Trélévern Hénanbihen Bréhand Coëtmieux Trédrez-Locquémeau Plédéliac Plurien Saint-Carreuc Lancieux Plaine-Haute Ploëzal Plounévez-Quintin Saint-Samson-sur-Rance Saint-Caradec Trévou-Tréguignec Pleumeur-Gautier Cavan Le Fœil La Méaugon Pléhédel Pontrieux Lantic Le Vieux-Marché Belle-Isle-en-Terre Yvignac-la-Tour Plouëc-du-Trieux Plumieux Minihy-Tréguier Tonquédec Langoat Sévignac Saint-Hélen Quemper-Guézennec Prat La Roche-Derrien Pléguien Plumaugat Loguivy-Plougras Trédarzec Pleudaniel Pommerit-Jaudy Landéhen Pluzunet Corlay Les Champs-Géraux Gouarec Le Gouray Collinée Hénansal Bourseul Châtelaudren Trémorel Plouvara Andel Uzel Plerneuf Vildé-Guingalan Saint-Jacut-de-la-Mer Lanfains Lanrelas Bobital Moncontour La Prénessaye Trédaniel Boqueho Lanrodec Plumaudan Tréglamus Laniscat Saint-Carné Languenan Le Merzer Brusvily Saint-Clet Saint-Lormel Plévin Noyal La Vicomté-sur-Rance Plougonver Morieux Kermaria-Sulard Saint-Pôtan Laurenan Carnoët Trégomeur Trébry Saint-Jacut-du-Mené Le Haut-Corlay Camlez Meslin Plounérin Kergrist-Moëlou Plélauff Saint-Vran Le Hinglé Langrolay-sur-Rance La Bouillie Trébrivan Trévron Pléboulle Yvias L'Hermitage-Lorge Paule Saint-Juvat Langast Mégrit Saint-Gouéno Hémonstoir Plésidy Illifaut Pont-Melvez Aucaleuc Caouënnec-Lanvézéac Trémeur Langourla Le Vieux-Bourg Loscouët-sur-Meu Éréac Moustéru Tréveneuc Kerfot Squiffiec Le Moustoir Gausson Treffrin La Chèze Tréméreuc Pléven Saint-Glen Le Quillio Tréguidel Gomené Lanvellec Tressignaux Tramain Le Cambout Guitté Lanrivain Calorguen Plusquellec Plufur Plussulien Merléac Ruca Allineuc Coadout Plougras Saint-Mayeux Gommenec'h Saint-Gilles-du-Mené Saint-Guen Pludual Saint-Jean-Kerdaniel La Landec Locarn Maël-Pestivien Trégrom La Ferrière Saint-Thélo Saint-Judoce Tréméloir Trédias Mellionnec Bulat-Pestivien Lanmodez Landébia Dolo Penguily Île-de-Bréhat Saint-Laurent Saint-Maudan Canihuel Languédias Grâce-Uzel Saint-Gilles-les-Bois Trégonneau La Chapelle-Neuve Saint-Michel-en-Grève Plorec-sur-Arguenon Saint-Hervé Trémel Saint-Servais Caurel Trébédan Gurunhuel La Harmoye Coatréven Saint-Étienne-du-Gué-de-l'Isle Plourac'h Rouillac Saint-Martin-des-Prés Quemperven Duault Lannebert Saint-Denoual Cohiniac La Malhoure Saint-Jouan-de-l'Isle Brélidy Lanmérin Kerbors Saint-Péver Saint-Rieul Kermoroc'h Saint-Trimoël Kerpert Saint-Connan Le Quiou Bringolo Saint-Gilles-Vieux-Marché Saint-Adrien Saint-Gilles-Pligeaux Saint-Gelven Tréméven Saint-Connec Le Faouët Trézény Quintenic Calanhel Trégon Lohuec Saint-Gildas Senven-Léhart Coëtlogon Saint-Michel-de-Plélan Tréfumel Mérillac Saint-André-des-Eaux Saint-Méloir-des-Bois Troguéry Coatascorn Saint-Maudez Runan Kerien Plouzélambre Lanloup Sainte-Tréphine Berhet Saint-Maden Saint-Bihy Saint-Fiacre Guenroc Saint-Launeuc Perret Le Bodéo Lescouët-Gouarec Landebaëron Trévérec Mantallot Trémargat Saint-Nicodème Hengoat La Chapelle-Blanche Tréduder Pouldouran Saint-Igeaux Peumerit-Quintin Tréogan Le Leslay Lanleff Magoar Plessix-Balisson Loc-Envel |
| Localisation des Côtes-d'Armor en France |

| Localisation des Côtes-d'Armor en France |

### Immigration
En 2022, un projet d’accueil de réfugiés à Callac fait l’objet d’une intense médiatisation. Finalement, sous les pressions venues de l’extrême droite, le projet est abandonné.
En mars 2023, 772 places du département sont réservées à l’hébergement des migrants. 50 nouvelles places sont prévues dans les semaines à venir. 230 migrants isolés sont pris en charge par le conseil départemental, 93 % d’entre eux étant des hommes. Les services d’hébergement temporaire et d’urgence sont à « quasi-saturation ».

## Culture et patrimoine

### Cinéma
Depuis 2018, le département des Côtes-d'Armor accueille le Festival Films courts de Dinan, un festival international consacré aux courts métrages. Cet événement se déroule chaque année au mois de novembre à Dinan.
Le festival met en compétition une trentaine de courts métrages provenant de l'ensemble de la francophonie, avec des récompenses attribuées par un jury composé de professionnels du cinéma. En plus de la sélection officielle, plusieurs séances thématiques sont organisées, ainsi que des activités destinées au jeune public.
En 2025, on retrouve le festival PANORAMIC à St Brieuc, c'est un festival sur le cinéma irlandais, en collaboration avec l’Irish Film Institute International Progamme, soutenu par Culture Ireland et en collaboration avec le studio d’animation Cartoon Saloon.

### Les résidences secondaires
Selon le recensement de 2008, 16,0 % des logements étaient des résidences secondaires.
Ce tableau indique les principales communes dont les résidences secondaires et occasionnelles dépassent 10 % des logements en 2008 :
| Ville                         | Population municipale | Nombre de logements | Résidences secondaires | % rés. secondaires |
| ----------------------------- | --------------------- | ------------------- | ---------------------- | ------------------ |
| Île-de-Bréhat                 | 444                   | 844                 | 631                    | 74,74 %            |
| Saint-Jacut-de-la-Mer         | 840                   | 1 420               | 975                    | 68,62 %            |
| Saint-Cast-le-Guildo          | 3 487                 | 5 201               | 3 335                  | 64,12 %            |
| Lancieux                      | 1 412                 | 1 906               | 1 160                  | 60,85 %            |
| Erquy                         | 3 783                 | 4 605               | 2 630                  | 57,11 %            |
| Fréhel (Sables-d'Or-les-Pins) | 1 551                 | 1 679               | 916                    | 54,57 %            |
| Trégastel                     | 2 412                 | 2 617               | 1 370                  | 52,36 %            |
| Pléneuf-Val-André             | 3 949                 | 4 523               | 2 328                  | 51,48 %            |
| Saint-Quay-Portrieux          | 3 057                 | 3 586               | 1 788                  | 49,86 %            |
| Plougrescant                  | 1 348                 | 1 235               | 566                    | 45,83 %            |
| Plévenon                      | 709                   | 724                 | 329                    | 45,42 %            |
| Trévou-Tréguignec             | 1 423                 | 1 257               | 564                    | 44,85 %            |
| Penvénan                      | 2 617                 | 2 224               | 912                    | 41,00 %            |
| Trébeurden                    | 3 717                 | 3 036               | 1 206                  | 39,73 %            |
| Ploubazlanec                  | 3 238                 | 2 475               | 864                    | 34,91 %            |
| Plurien                       | 1 378                 | 1 030               | 348                    | 33,82 %            |
| Trédrez-Locquémeau            | 1 433                 | 1 102               | 371                    | 33,67 %            |
| Trélévern                     | 1 400                 | 1 000               | 335                    | 33,53 %            |
| Perros-Guirec                 | 7 297                 | 6 312               | 2 071                  | 32,81 %            |
| Pleumeur-Bodou                | 4 017                 | 2 746               | 863                    | 31,43 %            |
| Binic                         | 3 528                 | 2 700               | 847                    | 31,37 %            |
| Plouézec                      | 3 338                 | 2 480               | 776                    | 31,29 %            |
| Pleubian                      | 2 531                 | 1 924               | 598                    | 31,06 %            |
| Étables-sur-Mer               | 2 999                 | 2 133               | 662                    | 31,04 %            |
| Planguenoual                  | 1 840                 | 1 165               | 320                    | 27,45 %            |
| Plouha                        | 4 558                 | 3 319               | 855                    | 25,75 %            |
| Glomel                        | 1 381                 | 956                 | 246                    | 25,69 %            |
| Plestin-les-Grèves            | 3 673                 | 2 552               | 647                    | 25,36 %            |
| Lézardrieux                   | 1 624                 | 1 126               | 278                    | 24,72 %            |
| Jugon-les-Lacs                | 1 636                 | 945                 | 212                    | 22,40 %            |
| Saint-Alban                   | 1 882                 | 1 034               | 222                    | 21,50 %            |
| Plouër-sur-Rance              | 3 329                 | 1 786               | 383                    | 21,43 %            |
| Matignon                      | 1 563                 | 1 015               | 217                    | 21,38 %            |
| Ploumilliau                   | 2 534                 | 1 382               | 223                    | 16,13 %            |
| Ploubalay                     | 2 606                 | 1 480               | 217                    | 14,67 %            |
| Pleudihen-sur-Rance           | 2 775                 | 1 473               | 213                    | 14,46 %            |
| Paimpol                       | 7 835                 | 4 977               | 710                    | 14,26 %            |

- Source INSEE,chiffres au 01/01/2008.

### Langues
Le département était linguistiquement coupé en deux : la partie gallo à l'est et la partie bretonnante à l'ouest, avec notamment la quasi-totalité du Trégor et la partie nord du Goëlo.
Le département était entièrement bretonnant au haut Moyen Âge. À partir de l'an 1000, le gallo s'est répandu progressivement. Au bas Moyen Âge, le département comprenait deux zones linguistiques : la partie occidentale en zone bretonnante et l'orientale en zone gallo.

Evolution historique de la frontière linguistique bretonne.

On peut suivre cette évolution[réf. nécessaire] :
- En 1200, un tiers du département avait oublié le breton.
- En 1300, la limite linguistique joignait Saint-Brieuc à Plémet.
- En 1500, la limite joignait Binic à Loudéac.
- En 1800, Trévéneuc à Hémonstoir.
- Au début du XXe siècle : de Plouha à Mur-de-Bretagne.

La langue bretonne reste parlée à l'ouest d'une ligne partant de Plouha et passant à l'ouest de Caurel. Certains Bretons apprenant la langue de leurs ancêtres, la limite linguistique a un peu perdu de son sens.
L'enquête Étude de l'histoire familiale menée par l'INSEE en 1999 indique plus de 67 000 bretonnants de plus de 18 ans, essentiellement en dialecte trégorrois et généralement ruraux et âgés.
Aux locuteurs natifs de breton s'ajoutent les élèves des écoles bilingues, 1 761 élèves à la rentrée 2005, et ceux étudiant le breton dans les établissements publics ou privés du secondaire (plus de 850 en 2002/2003).
Le gallo est parlé dans la partie est du département. Les deux langues peuvent être prises en option au baccalauréat bien que l'enseignement ne soit pas assuré dans tous les établissements scolaires.
La signalisation routière bilingue français/breton est utilisée dans le département depuis les années 1980.

#### Politique linguistique du département
Le 10 mai 2021, le conseil départemental adopte le Schéma départemental en faveur des langues de Bretagne afin de soutenir la transmission et le développement des langues bretonne et gallèse en Côtes d'Armor.

#### Langue gallèse
D'après l'Enquête sociolinguistique sur les Langues de Bretagne de TMO Régions pour la Région Bretagne de 2018, les Côtes d'Armor comptent environ 48 000 locuteurs du gallo, soit 10 % de la population du département. Cela correspond à 25 % de la population totale des locuteurs du gallo sur les cinq départements. 16,8 % de la population des Côtes d'Armor comprennent le gallo, soit environ 83 300 personnes. Sur 100 personnes comprenant le gallo en Côtes d'Armor, 59 % sont locuteurs et 41 % locuteurs passifs. 17 % de la population des Côtes d'Armor entendent parler gallo autour d'eux au moins une fois par mois. Sur 100 personnes originaires des Côtes d'Armor, 13 % sont locuteurs du gallo[réf. nécessaire].

#### Langue bretonne

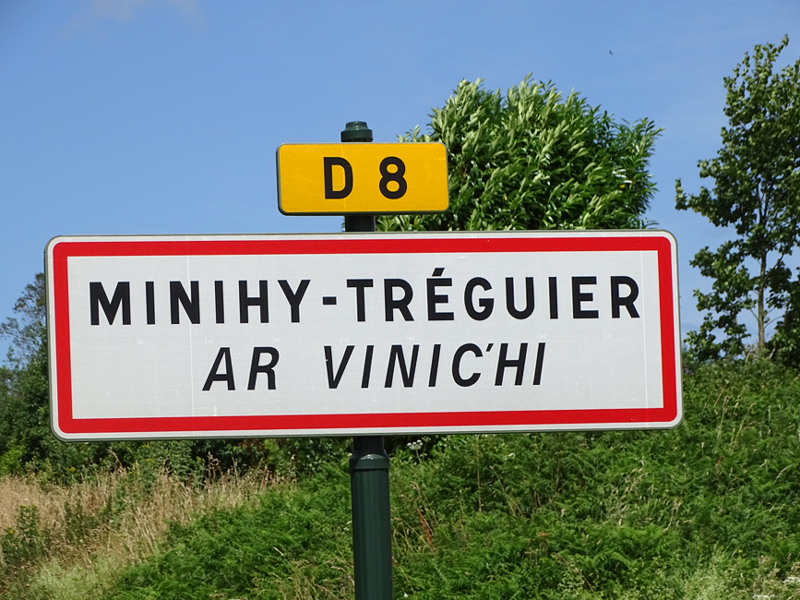
Signalisation routière bilingue français-breton dans le département.

D'après la même enquête, 10 % de la population des Côtes d'Armor, âgée de 15 ans et plus, parlent le breton, soit environ 48 000 locuteurs. Cela correspond à 23% de la population totale des locuteurs du breton sur les cinq départements. 13,3 % de la population des Côtes d'Armor comprennent le breton[réf. nécessaire].

### Culture et monuments
Le département des Côtes-d'Armor est également propriétaire de six grands sites culturels :
- le château du Guildo, à Créhen ;
- le domaine et le château de la Roche Jagu, à Ploezal ;
- l'abbaye de Beauport, à Paimpol ;
- l'abbaye de Bon-Repos, à Saint-Gelven ;
- la villa Rohannec'h, à Saint-Brieuc ;
- le château de la Hunaudaye, à Plédéliac.

Les Côtes-d'Armor disposent également de plusieurs ouvrages importants parmi lesquels, il est possible de citer :
- Les ponts Harel de la Noë, du nom de l'ingénieur des Ponts et Chaussées qui les a conçu. Face à l'isolement des campagnes, le conseil général entreprend alors un programme de rénovation routière permettant de démarrer le chantier du chemin-de-fer départemental. C'est dans ce contexte, au début du XXe siècle, que Louis Harel de la Noë réalise une vingtaine de ponts à Saint-Brieuc, Binic, Jugon, Erquy… C'est la première fois en France que des ouvrages d'art font appel au béton armé. En 1995, afin de faire connaître, de sauvegarder et mettre en valeur ses ouvrages, l'association Harel de la Noë a été créée.

Aujourd'hui, plusieurs de ses ouvrages ont été aménagés par le département des Côtes-d'Armor. L'un d'entre eux, le viaduc du Parfond du Gouët, figure sur le tracé de la « véloroute littorale », itinéraire financé par le département des Côtes-d'Armor.
- Le Radôme de Pleumeur-Bodou fait partie d'un ensemble touristique attractif aux côtés de la Cité des télécoms, du Planétarium de Bretagne et du village gaulois.

### Gastronomie
Outre les crêpes et les galettes bretonnes, la baie de Saint-Brieuc possède le plus grand gisement naturel de coquilles Saint-Jacques de France avec 150 000 hectares. En mai 1995, la coquille Saint-Jacques de la baie de Saint-Brieuc devient le premier coquillage français à être certifié. Cette certification a pour but de préserver la coquille Saint-Jacques. En 1996, la Saint-Jacques de la baie est le premier coquillage labellisé.

### Sport

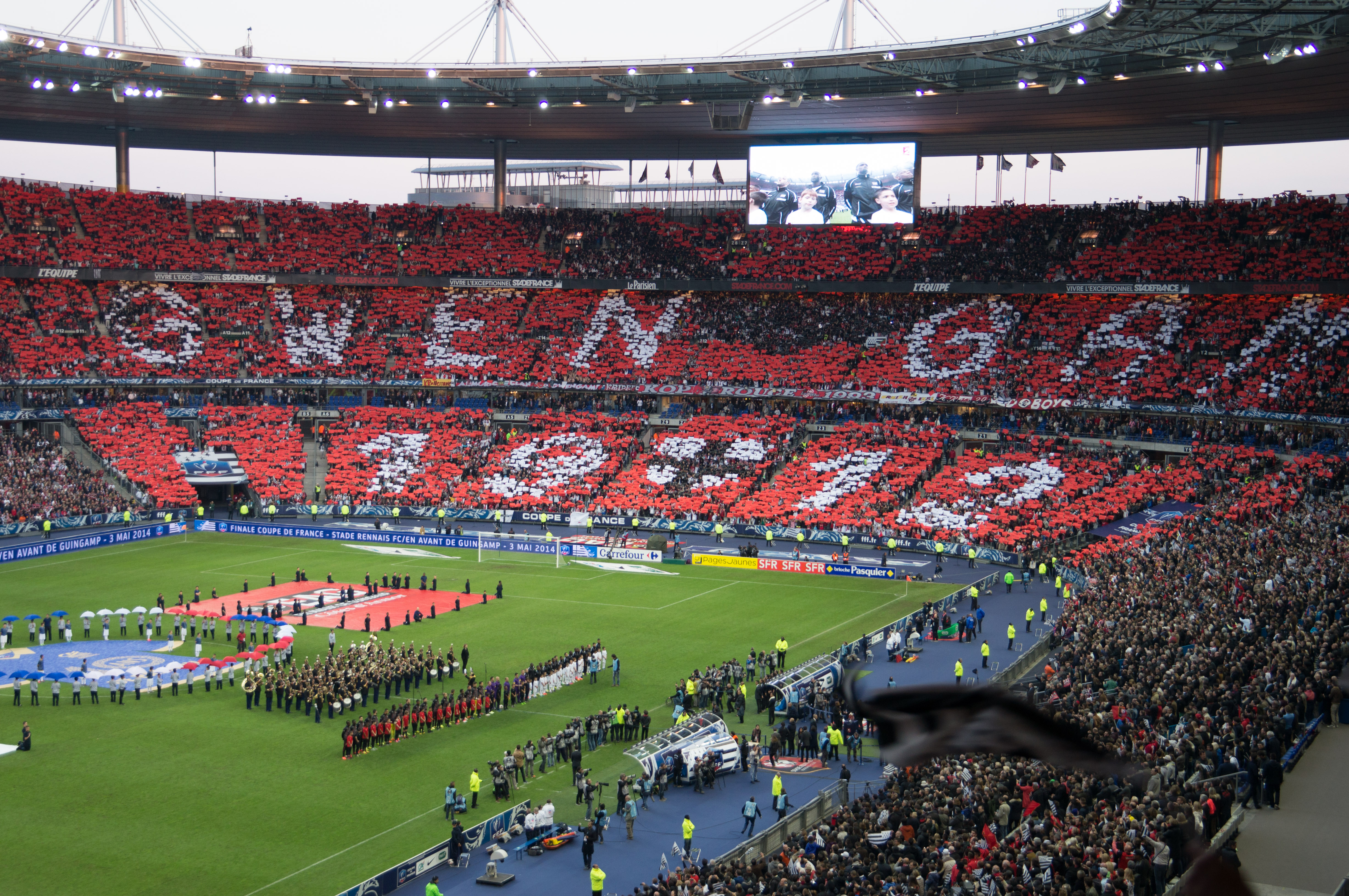
Supporteurs de l'En Avant de Guingamp lors de la finale de la Coupe de France de football 2014.

Des clubs d'élite (sport professionnel et élite sportive nationale) existent dans le département, dont :
- En Avant de Guingamp (football) ;
- Saint-Brieuc Côtes-d'Armor Volley-Ball (volley-ball).

## Festivals

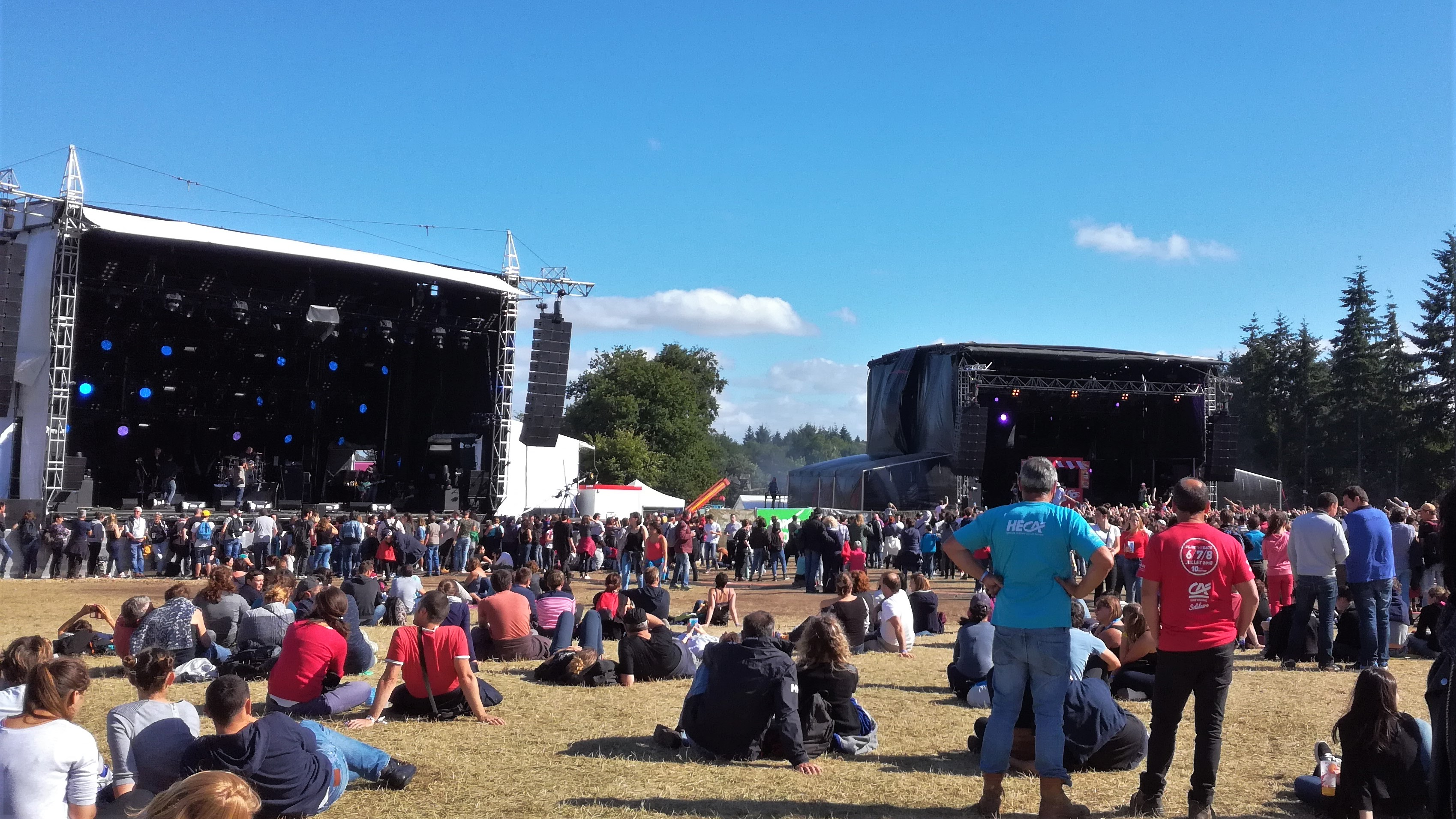
Edition 2017 du Festival de Bobital.

Le département accueille plusieurs festivals, parmi lesquels le festival Art Rock, un événement musical qui se déroule sur trois jours à Saint-Brieuc, et le Festival Films courts de Dinan, qui se consacre au cinéma.
Plusieurs festivals mettent en avant la culture bretonne comme le Festival du chant de marin de Paimpol ou encore le Festival de la Saint-Loup à Guingamp.
Tous les deux ans, et depuis 2002, est organisé, sur le site du vieux port, le festival de Buguélès. Le festival a lieu au cours du mois de juillet. Plusieurs artistes célèbres y ont déjà joué ; parmi eux : Tiken Jah Fakoly, Merzhin, Da Silva, Massilia Sound System ou encore Alan Stivell.

## Personnalités

### Personnalités nées sur le territoire de l'actuel département des Côtes-d'Armor
- Yves Hélory de Kermartin dit saint Yves (vers 1250-1303), homme d'Église né à Minihy-Tréguier
- Bertrand du Guesclin (1320-1380), connétable de France né à Broons
- Vincent de Meur (1628 - 1668), premier supérieur des Missions étrangères de Paris
- Léonard Victor Charner (1797 - 1869), officier de marine et homme politique né à Saint-Brieuc
- Alphonse Guépin (1808-1878), architecte né à Uzel
- Ernest Renan (1823-1892), écrivain né à Tréguier
- François-Marie Luzel (1826-1895), poète né à Plouaret
- Auguste de Villiers de l'Isle-Adam (1838-1889), écrivain né à Saint-Brieuc
- Fulgence Bienvenüe (1852-1936), ingénieur, père du métro parisien, né à Uzel
- Anatole Le Braz (1859-1926), écrivain né à Saint-Servais
- Charles Le Goffic (1863-1932), écrivain né à Lannion
- Théodore Botrel (1868-1925), auteur-compositeur-interprète né à Dinan
- Marcel Cachin (1869-1958), homme politique né à Plourivo
- Yves Le Trocquer (1877-1938), homme politique né à Pontrieux
- Mathurin Méheut (1882-1958), artiste peintre né à Lamballe
- Ernest Rouxel (1898-1991), homme politique né à Corseul
- Louis Guilloux (1899-1980), écrivain né à Saint-Brieuc
- Jean Kerisel (1908-2005), ingénieur né à Saint-Brieuc
- Armand Robin (1912-1961), écrivain, traducteur, journaliste et homme de radio, originaire de Plouguernével
- Pierre Sabbagh (1918-1994), journaliste, homme de télévision né à Lannion
- Glenmor (1931-1996), auteur-compositeur-interprète né à Maël-Carhaix
- François Pinault (1936), homme d'affaires né aux Champs-Géraux
- Lucien Rault (1936), champion du monde de cross country par équipe en 1978, originaire de Plouguenast
- Charles Josselin (1938), homme politique et ancien ministre né à Pleslin-Trigavou
- Edmond Hervé (1942), homme politique et ancien ministre né à La Bouillie
- Patrick Le Lay (1942-2020), dirigeant d'entreprises né à Saint-Brieuc
- Claude Saunier (1943-2022), homme politique, né et décédé à Saint-Brieuc
- Patrick Dewaere (1947-1982), acteur né à Saint-Brieuc
- Marylise Lebranchu (1947), femme politique et ministre née à Loudéac
- Anne-Marie Idrac (1951), dirigeante d'entreprise née à Saint-Brieuc
- Yvon Le Men (1953), écrivain et poète né à Tréguier et vivant à Lannion
- Bernard Hinault (1954), ancien champion cycliste né à Yffiniac
- Françoise Morvan (1958), écrivain, traductrice et folkloriste, née à Rostrenen
- Ronan Pinc (1965), Violoniste, né à Saint-Brieuc
- Nathalie Even, coureuse cycliste, championne olympique de la course aux points, originaire de Paimpol
- François Budet (1940-2018), auteur-compositeur interprète, né à Plaine-Haute et mort à saint-Brieuc
- Yelle (1983), chanteuse née à Saint-Brieuc
- Julie Bresset (1989), championne olympique de VTT cross-country, née à Saint-Brieuc
- Robin Le Normand (1996),champion d'Europe de football avec l'Espagne, né à Pabu
- Alexandre Léauté (2000), champion du monde de paracyclisme sur piste et sur route , champion olympique en paracyclisme né à Saint-Caradec.

### Personnalités ayant des attaches dans les Côtes-d'Armor
- Le Marquis de Lafayette (1757-1834), militaire et homme politique, famille originaire de Saint-Brieuc
- François-René de Chateaubriand (1768-1848), écrivain français, élevé en nourrice à Plancoët et a étudié à Dinan
- Alfred Jarry (1873-1907), écrivain français, a étudié à Saint-Brieuc
- Charles Lindbergh (1902-1974) a vécu sur l'île Illiec au large de Buguélès, en Penvénan
- René Pleven (1901-1993), homme politique français et député
- Georges Brassens (1921-1981), chanteur, résidait à Lézardrieux
- Liliane Bettencourt (1922-2017), femme d'affaires, a résidé à Ploubazlanec
- Claude Sarraute (1927-2023), journaliste et écrivain, résidait à Lanmodez
- Mona Ozouf, historienne et écrivaine, a effectué une partie de sa scolarité dans les Côtes-du-Nord (Plouha, Saint-Brieuc).
- Jean-Loup Chrétien (1938), astronaute et premier Français dans l'espace, collégien à Saint-Brieuc
- Brigitte Fontaine (1939), chanteuse, réside à Fréhel
- Michel Drucker (1942), journaliste et animateur de télévision, a vécu à Plémet lorsqu'il était enfant
- Danièle Évenou (1943), comédienne, a grandi à Maël-Carhaix
- Marie-Madeleine Dienesch (1914-1998), première femme députée des Côtes-du-Nord en 1945.
- Yann Arthus-Bertrand (1946), journaliste et photographe, dont la famille réside à Plougrescant
- Erik Orsenna (1947), romancier et académicien français, réside à Lanmodez
- Patrick Poivre d'Arvor (1947), journaliste et écrivain, réside à Trégastel
- Catherine Breillat (1948), réalisatrice, réside sur l'île de Bréhat
- Eugène Le Cozannet (1932-2012) dit « Coco », champion de France de boxe professionnelle catégorie poids coq, avait des origines guingampaises.
- Raymond Domenech (1952), ancien sélectionneur de l'équipe de France de football, réside à Étables-sur-Mer
- Thierry Le Luron (1952-1986), humoriste et imitateur, famille originaire de Perros-Guirec.
- Antoine Duléry (1959), comédien, famille originaire de l'île de Bréhat.
- Albert Dupontel (1964), comédien, famille originaire de Trégomeur
- Guillaume de Tonquédec (1966), comédien, attaches familiales à Trégastel
- Charlotte Valandrey (1968-2022), comédienne, a grandi à Pléneuf-Val-André
- Da Silva (1976), chanteur, réside à Dinan
- Claudine Loquen (1965), artiste peintre, sculptrice, illustratrice, famille originaire de Dinan et de Ploubalay
- Marion Cotillard (1975), comédienne, famille originaire de la région de Loudéac (Plémet)
- Estelle Denis (1976), journaliste et animatrice de télévision, réside à Étables-sur-Mer
- Nolwenn Leroy (1982), chanteuse, a vécu à Guingamp
- Lucie Lucas (1986), actrice, réside à Plorec-sur-Arguenon
- Lorenzo (1994), chanteur, a grandi à Plancoët